# Ambrosio Peñailillo
General de brigada Ambrosio Peñailillo (11 de enero de 1812 - 25 de mayo de 1872) fue un oficial militar boliviano que luchó en la Guerra de la Confederación y la Guerra Perú-Boliviana de 1841-42. Estuvo presente en la Batalla de Yungay y la Batalla de Ingavi.

## Primeros años y carrera militar
Oriundo de La Paz, Peñailillo era el hijo de Emilio Gayoso Peñailillo y Justa Nieto Navarro. Su juventud transcurrió en la hacienda familiar ubicada en Viacha.
Ingresó al ejército en 1828, ascendiendo al rango de teniente segundo en 1830. Cuando el General Andrés de Santa Cruz formó su ejército para formar la propuesta Confederación Perú-Boliviana, tras intervenir en la política peruana a solicitud de Perú, Peñailillo ya ostentaba el rango de teniente segundo y se unió al renombrado cuarto batallón, la unidad predilecta de Santa Cruz. En este batallón, forjó su carrera como subalterno, recibiendo reconocimientos que enalteció el estandarte de su unidad y experimentando también la amargura de la derrota en los campos de Yungay. Como capitán de una de las compañías, cargo que obtuvo poco antes de Yungay, se dice que luchó con valentía por la causa de la Confederación.

## Regreso a Bolivia e invasión peruana
Al retornar al país, el 16 de enero de 1840, Peñailillo fue promovido a sargento mayor y designado como tercer al mando del 12.º batallón, con el que participó en la Batalla de Ingavi el 18 de noviembre del mismo año. Su valentía fue reconocida por José Ballivián, quien lo ascendió efectivamente a comandante. Peñailillo formó parte de la campaña de cinco meses en Perú, al concluir la cual fue ascendido a teniente coronel graduado y destinado como segundo al mando del 8.º batallón, destacándose por su integridad y disciplina militar.

## Política boliviana
Ascendido a teniente coronel de manera efectiva en septiembre de 1843 y graduado como coronel en 1846, Peñailillo fue otra destacada figura militar que se vio envuelta en las tormentas políticas que empezaron a intrigar y desestabilizar el país, minando la estabilidad tanto del gobierno como del ejército a partir de 1843. Sitiado y solicitado por los políticos, sofocado por el ambiente lleno de intrigas en el que vivía, e influenciado por aquellos en el poder, Peñailillo cedió a las sugerencias de los demagogos y partidarios del general José Miguel de Velasco, el líder más destacado de esos años.
En consecuencia, Peñailillo se unió a los revolucionarios y se erigió como uno de los líderes que, junto con Manuel Isidoro Belzu, respaldaron la sublevación en La Paz. Organizaron un ejército de dos mil hombres que Belzu colocó bajo el mando de Velasco. Tras asumir la presidencia, Velasco le confirió el rango de coronel en febrero de 1848, confiándole el liderazgo de uno de los cuerpos del ejército. Peñailillo defendió a Velasco contra Belzu, quien se alzó en armas motivado por su ambición de poder. Participó con valentía en la batalla de Yamparáez en diciembre de 1848, aunque las fuerzas revolucionarias salieron victoriosas.

## Intrusiones finales y retiro
Luego de ser convocado al ejército por el presidente Belzu, Peñailillo fue ascendido al rango de general de brigada. Al parecer, continuó sirviendo durante la época de Jorge Córdova. Sin embargo, cuando Córdova perdió el poder en 1857, se retiró de las filas del ejército y, en consecuencia, de las intrigas políticas.

## Muerte y legado
Peñailillo falleció en La Paz el 25 de mayo de 1872. Pasó el resto de su vida en paz, aunque mostró una notable crítica hacia Hilarión Daza por su presidencia fallida. Elogiado por sus colegas, Peñailillo fue descrito de la siguiente manera: "El anciano y meritorio General Ambrosio Peñailillo pertenece a esa fila de heroicos militares que se sacrificaron para darnos ejemplos de abnegación y patriotismo, luchando por preservar la independencia de Bolivia".